# 161592 Sarahhamilton
161592 Sarahhamilton este o planetă minoră (asteroid) din centura de asteroizi. A fost descoperită pe 10 august 2005 la Observatorio de Cerro Tololo⁠(d) de Marc Buie⁠(d). 
Obiectul prezintă o orbită caracterizată de o semiaxă mare de 2,5682934860673 UAi, o excentricitate de 0,15, o înclinație de 2,6 ° în raport cu ecliptica.